# 木荷
木荷，臺灣話稱杆仔皮，为山茶科木荷属下的一个种，分布于中国大陆南部、台湾、琉球群岛。樹皮有極強的生物鹼白色結晶，屬於有毒植物。可用來毒魚、殺蟲，人應避免觸碰。台灣排灣族人稱之為/sapeljik/、視為毒魚劇物，人亦避免之。